# 哈根潮海泡子
哈根潮海泡子，是一个位于中国内蒙古自治区通辽市科尔沁左翼后旗茂道吐苏木境内的内流盐湖，地处茂道吐苏木政府驻地西南约11千米，《中国湖泊志》附录中记录本湖为“无名湖”，湖长2.0千米，最大宽0.6千米，平均宽0.5千米，面积1.0平方千米。
2019年科尔沁左翼后旗人民政府公布的河湖管理范围划定成果，哈根潮海泡子面积为1.67平方千米。
根据2020年公布的科左后旗河湖长名单，哈根潮海泡子苏木镇级湖长为茂道吐苏木副苏木达，村级湖长为哈根潮海嘎查党支部书记。